# 202省道 (安徽省)
安徽省道202，简称溧梨路，是安徽省的一条纵向干线公路。 202省道起于宣城市郎溪县凌笪乡，终于宣城市广德县柏垫镇梨山村。途经岗南、凌笪乡、涛城镇、凤城、梨山。